# Love & Honesty
Love & Honesty é o terceiro álbum de estúdio japonês (sexto, no geral) da cantora sul-coreana BoA, lançado através da Avex Trax em 15 de janeiro de 2004. O álbum também foi comercializado em uma edição especial, subtitulada "Perfect Edition", que contém dois discos—o CD padrão e um DVD.
O álbum obteve sucesso comercial no Japão, onde permaneceu no topo da tabela de álbuns da Oricon durante duas semanas, vendendo 296.781 cópias em sua primeira semana e 145.235 cópias na semana seguinte. Um mês após seu lançamento, Love & Honesty recebeu o certificado de platina tripla da Recording Industry Association of Japan (RIAJ) e foi o 13.º álbum mais vendido do ano no Japão em 2004.

## Lista de faixas
| N.º            | Título                                                | Compositor(es)                                                         | Produtor(es)          | Duração |  |
| 1.             | "Rock with You"                                       | Shoko Fujibayashi Kazuhiro Hara                                        | Akira                 | 4:13    |  |
| 2.             | "Shine We Are!"                                       | Natsumi Watanabe Kazuhiro Hara                                         | Kazuhiro Hara         | 5:07    |  |
| 3.             | "Some Day One Day" (part. de Verbal do M-Flo)         | Akira Takato Ken Harada                                                | K-muto Maeda Kazuhiko | 4:34    |  |
| 4.             | "Love & Honesty"                                      | BoA Natsumi Watanabe Face2Fake                                         | Face2Fake             | 4:43    |  |
| 5.             | "Midnight Parade"                                     | Shoko Fujibayashi Bounceback                                           | Akira                 | 4:22    |  |
| 6.             | "Be the One"                                          | Stephen A. Kipner David Frank Nate Butler Chinka Yasushi Kazuhiro Hara | Hirata Shiyouitirou   | 3:32    |  |
| 7.             | "Expect"                                              | Narumi Yamamoto Ken Harada                                             | Hirata Shiyouitirou   | 4:20    |  |
| 8.             | "Over (Across the Time)"                              | Ryoushi Sonoda Ken Matsubara                                           | Ken Matsubara         | 5:50    |  |
| 9.             | "Kokoro no Tegami" (心の手紙; Letter from My Heart)   | Ryoushi Sonoda Tami Komori                                             | Tami Komori           | 4:50    |  |
| 10.            | "Double"                                              | Natsumi Watanabe Kazuhiro Hara                                         | H•wonder              | 3:28    |  |
| 11.            | "Easy to Be Hard"                                     | Aida Takeshi Akira                                                     | Akira                 | 4:55    |  |
| 12.            | "Song with No Name (Namae no Nai Uta)" (名前のない歌) | Aida Takeshi Yoko Kuzuya                                               | Ken Matsubara         | 2:49    |  |
| 13.            | "Milky Way (Kimi no Uta)" (君の歌)                    | Kenzie Shoko Fujibayashi Kazuhiro Hara                                 | Kazuhiro Hara         | 3:20    |  |
| Duração total: | Duração total:                                        | Duração total:                                                         | Duração total:        | 56:03   |  |

## Tabelas musicais

### Tabelas semanais
| Tabelas musicais (2004) | Melhor posição |
| ----------------------- | -------------- |
| Japão (Oricon)          | 1              |

### Tabelas de fim de ano
| Tabelas musicais (2004) | Melhor posição |
| ----------------------- | -------------- |
| Japão (Oricon)          | 13             |

## Certificações
| Região               | Certificação | Unidades/vendas |
| -------------------- | ------------ | --------------- |
| Japão (RIAJ)         | 3× Platina   | 653.630         |
| Coreia do Sul (MIAK) | —            | 19.830          |